# Chrząszczewo, Tỉnh West Pomeranian
Chrząszczewo [xʂɔ̃ʂˈt͡ʂɛvɔ] (tiếng Đức: Gristow)  là một ngôi làng thuộc khu hành chính của Gmina Kamień Pomorski, thuộc quận Kamień, West Pomeranian Voivodeship, ở phía tây bắc Ba Lan.
Trước năm 1945, ngôi làng là một phần của Đức và được gọi là Gristow.
Ngôi làng có dân số 150 người.